# Mike Roelofs
Mike Roelofs (Tegelen, 24 maart 1980) is een Nederlands pianist en componist.

## Biografie
Mike Roelofs studeerde vanaf 1997 aan het Conservatorium Maastricht, bij docenten ALS Frank Giebels en Irv Rochlin. Hier slaagde hij in 2002 cum laude. Als pianist treedt hij op in binnen- en buitenland, en zowel tijdens concerten als voor studio-opnames. Hij bracht tientallen eigen muziekalbums uit en werkte samen met onder andere Arno Adams, Gerard van Maasakkers en Bart Oostindie.
Hij werd meermaals onderscheiden, zoals voor Beste compositie tijdens het North Sea Jazz Festival van 2008 en voor het Beste theaterlied met de Annie MG Schmidt Prijs van 2013. Hij doceert aan het Conservatorium Maastricht.

## Discografie

### Albums
- 2001: Viewmusic, Mike Roelofs Trio
- 2002: Four Songs, Mike Roelofs Quartet
- 2003: Dialogin, met Ryan Carniaux
- 2004: No Surroundings, Mike Roelofs Quartet
- 2004: Fat Time, met Fat Time
- 2004: One On One, met Down South
- 2005: Cambrinus Sessions, Mike Roelofs Band
- 2007: Roepaen Sessions, Mike Roelofs Band
- 2007: Mind Made Up, met Surfcake
- 2007: Fox Farm Fusion, met Fat Time
- 2009: Catharsis, Mike Roelofs Trio
- 2010: Piranha, met Noor Roelofs

## Prijzen
- 2001: Concours Chambre Ceramique
- 2002: Frisian Crossover Competition
- 2007: Jerry van Rooyen Award
- 2008: Glenn Corneille Talent Award
- 2009: Beste compositie Dutch Jazz Competition
- 2013: Annie MG Schmidt Prijs